# Franco Cángele
Franco Darío Cángele (né le 16 juillet 1984 à  Buenos Aires, Argentine) est un footballeur argentin. Il joue actuellement pour le Boca Juniors.

## Carrière
Franco Darío Cángele est passé par le centre de formation de Boca Juniors pour faire ses débuts pour le club en 2002, il a joué un total de 57 matchs pour le club, marquant 10 buts. 
Cángele a gagné trois trophées avec Boca : la Primera División Argentina Apertura 2003, la Copa Libertadores 2003 et la Copa Sudamericana 2004.
En 2005 Cángele a été transféré CA Independiente puis plus tard dans l'année à CA Colón De Santa Fe. En 2006, son coéquipier de Colón Alejandro Rubén Capurro a signé un contrat avec Sakaryaspor en Turquie.
Le 9 janvier 2013 son contrat est rompu avec le club de Kayserispor.
Après avoir joué 6 ans et demi en Turquie et il retourne dans le club de ses débuts le Boca Juniors en juillet 2013.

## Carrière internationale
Il s'est révélé au monde du football en jouant avec l'équipe d'Argentine de moins de 20 ans la Coupe du monde de football des moins de 20 ans 2003 dans laquelle l'Argentine a fini quatrième.